# هانری لکلرک
هانری لکلرک (۸ ژوئن ۱۹۳۴ – ۳۱ اوت ۲۰۲۴) در سن سولپیس لوریر (اوت-وین) زاده شده و در سن ۹۰ سالگی در پاریس درگذشت، او یک وکیل مدافع جنایی فرانسوی بود. لکلرک ریاست لیگ حقوق بشر فرانسه را از ۱۹۹۵ تا ۲۰۰۰ بر عهده داشت و از سال ۲۰۰۰ تا ۲۰۲۴ رئیس افتخاری آن بود.

## زندگی

### دوران جوانی و تحصیلات
هانری لکلرک در ۸ ژوئن ۱۹۳۴ در سن سولپیس لوریر (اوت-وین) به دنیا آمد. پدرش از جانبازان جنگ جهانی اول و یک بازرس مالیات‌ها بود و مادرش فردی بسیار پارسا و مؤمن به خدا بود. وی به همراه برادرش هانری و دو خواهر و برادرش در خانه‌ویلایی در حومه پاریس در سنت سولپیس لوریر (اوت-وین) بزرگ شد. وی برادر همسر نیکوس پولانزاس بود.
هانری درحالی که ۱۰ سال بیشتر نداشت در جریان محاکمه‌های ناعادلانه بزرگ پس از آزادی فرانسه (به ویژه محاکمه‌های فیلیپ پتن، پیر لاوال و روبر برازیاک) از طریق مطبوعات قرار گرفت. او از محاکمه پیر لاوال که به شیوه رقت‌انگیزی انجام گرفت، مأیوس شد و از عنفوان نوجوانی از بی‌عدالتی و حکم مرگ و «حکومت جلاد» بیزار می‌شود.
هانری تحصیلات متوسطه خود را در دبیرستان کانال به پایان رساند و در همان‌جا بود که با پسر موریس تورز رهبر حزب کمونیست دوست شد. او در سال ۱۹۵۵ با مدرک حقوق از دانشکده حقوق پاریس فارغ‌التحصیل شد. هانری به مدت دو سال به حزب کمونیست پیوست و در همان‌جا توانست روزنامه اومانیته را در یک حراجی به فروش برساند که البته منجر به درگیری با اردوگاه مخالف شد. هانری لکلرک پس از مداخله اتحاد جماهیر شوروی در بوداپست، حزب کمونیست را ترک کرد. وی در دانشگاه حقوق با میشل روکار سوسیالیست آشنا شد و مدتی بعد از مارتین اوبری دبیرکل حزب سوسیالیست حمایت کرد. این تعهدپذیری لقب «وکیل چپی‌ها» را برایش در سال‌های بعد از قیام‌های ۱۹۶۸ به همراه آورد.
هانری در سال ۲۰۱۱ به تیم مبارزات انتخاباتی مارتین اوبری پیوست و در انتخابات مقدماتی حزب سوسیالیست برای ریاست‌جمهوری فرانسه در ۲۰۱۲ شرکت کرد و در کنار الیزابت گیگو و ماری پیر دلا گونتری مشاوره در امور عدالت را برعهده گرفت.
با امضای طوماری در ۲۰۱۲ «برای یک جمهوری» جدید خواستار رای دادن به نامزدی فرانسوا اولاند شد.
هانری خدمت نظام وظیفه خود را در الجزایر سپری کرد. در این دوران فرصت‌های زیادی یافت که اعتقادات ضد استعماری‌اش را مستحکم کند.

### وکالت
او در ۱۴ دسامبر ۱۹۵۵ به عنوان وکیل سوگند یاد کرد. هانری اولین دفتر وکالت خود را در محلات اعیان‌نشین پاریس مستقر کرد اما خیلی سریع به یکی از مردمی‌ترین محلات پاریس نقل مکان کرد تا برای همه اهل وکالت و همه موکلین مستمند در دسترس قرار گیرد. وی کار خود را به عنوان وکیل در کنار وکیل آلبرت ناود آغاز کرد. هانری اجازه مطالعه پرونده‌های قانونی را کسب کرد (وی دومین وکالت‌نامه را از ریموند پوانکاره دریافت کرده بود). وی در حالی‌که هنوز وکیل جوانی بود، دلبستگی به اهدافی که آنها را «حق» می‌دانست در او شکل گرفت. هانری جنبش اجتماعی را در کنار جنبش دهقانان، کارگران و معدنچیان در کنفدراسیون دموکراتیک فرانسوی کار به راه انداخت، فعالانی که برای بهبود شرایط بازداشت مبارزه می‌کردند با وی همراهی کردند، او شرایط بازداشت در زندان‌های امنیتی بالا را مورد بررسی قرار داد و آن‌ها را افشا کرد، از آزادی مطبوعات دفاع کرد و از حامیان ناشران خرده‌پا بود.
او که عضو پیشین شورای وکلای پاریس بود، از سال ۱۹۵۵ تا ۲۰۰۰ ریاست لیگ دفاع از حقوق بشر و شهروندی فرانسه را بر عهده داشت. هانری لکلرک وکالت شخصیت‌های مشهوری مانند مدیر روزنامه لیبراسیون، ریاضیدان الکساندر گروتندیک، ریچارد رومن، لوسین لژر، چارلی بائر، میشل ووژور، فرانسوا بس، راجر نوبلسپیس، فلورانس ری، دکتر آرشامبو، هلن ویکور کاستل، ژاکوژولت، دومینیک دو ویلپن و دومینیک استراوس کان (در پرونده‌ای که با تریستان بانون داشت) را برعهده داشت. شماری از پرونده‌هایی که وی در آن‌ها برنده شد عبارتند از: پرونده قیامی‌های مه ۱۹۶۸، پرونده مدیر بنیان‌گذار نشریه لیبراسیون، استقلال‌طلبان گوادلوپ، خانواده یک فعال چپ که در سال ۱۹۷۲ توسط نگهبان کارخانه رنو کشته شد، پرونده ارتش سری رهایی‌بخش ارمنستان، ایرانیان معترض، فعالان جزیره کرس، نشریه فکاهی کانار آنشنه و …
در سال‌های ۱۹۷۰ لکلرک تبدیل به یکی از غول‌های وکالت آن دوران شد که همراه با چهره‌هایی مثل روبرت بدنتر، جورج کیجمان وکالت می‌کردند. فیگارو در این باره نوشت: وکلای جوان به صحن دادگاه‌هایی که آنها وکالت می‌کنند یورش می‌برند تا از آنها یاد بگیرند. در میان آنها لکلرک چیز دیگری بود: انسان‌دوستی خیره‌کننده و تکان‌دهنده‌ترین خدای سیاه‌پوش.

## درگذشت
هانری لکلرک به دنبال سکته مغزی در ۳۱ اوت ۲۰۲۴ در بیمارستان پل-بروس در ویلژیف در سن ۹۰ سالگی درگذشت.

### پس از درگذشت
پاتریک بودوئن رئیس لیگ حقوق بشر و شهروندی فرانسه LDH، گفت: «در حال حاضر با غم و اندوه و با احساس یک خلأ بزرگ… گاهی گفته می‌شود که هیچ‌کس غیرقابل جایگزینی نیست، این برای برخی افراد و به ویژه برای او نادرست است. او واقعاً سبک بسیار خاصی داشت. او صدای بسیار گرمی داشت. به محض اینکه شروع به صحبت می‌کرد، با صدای گرم خود مخاطبانش را متقاعد می‌کرد…»
امانوئل داوود (Emmanuel Daoud) که در چندین محاکمه همکار وی بود گفت: «وی وکیل مدافع بی‌همتایی بود … هم تسلط کامل بر قانون داشت، هم انسان‌دوست بزرگی بود… وی مایه‌گذاری زیادی در دفاع از حقوق انسانی می‌کرد. … بی‌عدالتی را تحمل نمی‌کرد. هرگاه اتهاماتی را متوجه وکیلی می‌کردند، او در کنارش بود».
اریک دوپوند مورتی وزیر پیشین دادگستری فرانسه گفت: «هانری عزیز تو اغلب تکرار می‌کردی، اگر فقط یک نفر باقی بماند، اون من هستم. با درگذشتت ما یک مدافع خستگی‌ناپذیر آزادی‌ها را از دست دادیم که مایه‌گذاری و استعدادش کانون وکلا و تمام دستگاه قضایی ما را تحت تأثیر قرار داده بود».
فیگارو نوشت: وکیل هانری لکلرک، چهره ارزشی برجسته کانون وکلا، درگذشت. او مدافع سرسخت آزادی‌های عمومی بود و از تکبری که تهدید هر استادی است که تبحر در کارش دارد، دوری می‌جست. اسطوره کانون وکالت علیرغم اینکه بالاترین نشان افتخار فرانسه را دریافت کرده بود هوایی نشد.

## افتخارات
- لژیون دونور بالاترین نشان افتخار کشور فرانسه[۱۴]
- نشان آزادی (پرتغال)

## سخنان
- هانری لکلرک در مصاحبه‌اش با رادیو فرانس‌کولتور: «ناموس کلمات عدالت را برقرار می‌کنند».[۱۵][۹]
- فیگارو نوشت: «به مرور که همه هم‌دوره‌ای‌هایش دنیای فانی را وداع می‌گفتند وی کم‌کم به فکر چشم‌انداز مرگ افتاد. وی در خاطراتش نوشته بود: «احساس می‌کنم در میان ارواح به زندگی خود ادامه می‌دهم»، ولی این نوشته را اینطور به پایان رساند: «به فرارسیدن صبح ایمان دارم»».[۷]

## انتشارات
- مبارزه برای عدالت، نسخه‌های دیسکاوری، ۱۹۹۴.
- با همکاری ژان مارک تئو لیر، رسانه و عدالت، CFPJ، ۱۹۹۶.
- با W. -H. فریدمن، دفاع، ناشر EDP Sciences، ۲۰۰۲.
- قانون مجازات، نسخه‌های آستانه، ۲۰۰۵.
- مصاحبه با هانری لکلرک، توسط کریستف پرین و لارنس گان، مسیر شغلی وکلا، نسخه‌های بلو رایدر، ۲۰۱۰.
- کلمات و عمل، فی ارد، ۲۰۱۷.

## فیلم‌شناسی
مجموعه مستند رد پای فرانسه ۵ شماره‌ای را به نام او هانری لکلرک اختصاص داد، فیلمی ۵۲دقیقه‌ای به نویسندگی و کارگردانی رمی لاینه و محصول مشترک فرانسه۵ / کمپین اولین مؤسسه ملی سمعی و بصری/ INA ; کارول بینای‌مه تولیدی؛ پخش در ۲۸ سپتامبر ۲۰۰۸.
هانری لکلرک در مستند بر روی بام‌ها ساخته نیکلاس درولک محصول سال ۲۰۱۴ که روی اکران رفت. داستان محاکمه شورشیان زندان نانسی در ۸ ژوئن ۱۹۷۲ را روایت می‌کند.